# Film in 1929
Dit artikel gaat over de film in het jaar 1929.

## Gebeurtenissen
- 20 januari - In Old Arizona wordt uitgebracht. Het is de eerste geluidsfilm met een lange speelduur die niet in een studio werd opgenomen.
- 16 mei – De eerste Academy Awards worden uitgereikt.
- 30 juni - De eerste Britse geluidsfilm komt uit: Blackmail van Alfred Hitchcock.
- 13 juli – De eerste kleurenfilm met geluid (technicolor), On with the Show!, wordt uitgebracht.
- 20 augustus - Hallelujah, de eerste Hollywoodfilm met een cast die alleen bestaat uit zwarte mannen, wordt uitgebracht.

## Succesvolste films
| Plaats | Titel                       | Studio                  | Opbrengst      | Opbrengst  | Opbrengst           | Opbrengst |
| Plaats | Titel                       | Studio                  | Internationaal | VS/Canada  | Verenigd Koninkrijk | Australië |
| ------ | --------------------------- | ----------------------- | -------------- | ---------- | ------------------- | --------- |
| 1.     | Gold Diggers of Broadway    | Warner Bros. Pictures   | $5.000.000     | $3.500.000 |                     |           |
| 2.     | Rio Rita                    | RKO Radio Pictures      |                |            |                     |           |
| 3.     | On with the Show!           | Warner Bros. Pictures   |                |            |                     |           |
| 4.     | The Broadway Melody         | Metro-Goldwyn-Mayer     | $4.370.000     | $2.808.000 |                     |           |
| 5.     | In Old Arizona              | 20th Century Fox        |                |            |                     |           |
| 6.     | The Hollywood Revue of 1929 | Metro-Goldwyn-Mayer     |                |            |                     |           |
| 7.     | The Mysterious Island       | Metro-Goldwyn-Mayer     |                | $55.000    |                     |           |
| 8.     | The Love Parade             | Paramount Pictures      |                |            |                     |           |
| 9.     | Four Feathers               | Paramount Pictures      |                |            |                     |           |
| 10.    | Sally                       | First National Pictures |                |            |                     |           |

## Academy Awards
2de Oscaruitreiking:
- Beste Film: The Broadway Melody (MGM)
- Beste Acteur: Warner Baxter in In Old Arizona
- Beste Actrice: Mary Pickford in Coquette
- Beste Regisseur: Frank Lloyd voor The Divine Lady

## Lijst van films
- Alibi
- Applause
- Arsenaal
- Atlantic
- Baas Ganzendonck
- Bacon Grabbers
- Big Business
- Blackmail
- Branding
- The Bridge of San Luis Rey
- Broadway
- The Broadway Melody
- Die Büchse der Pandora
- Bulldog Drummond
- The Canary Murder Case
- Un chien andalou
- The Clue of the New Pin
- The Cocoanuts
- Coquette
- Dance of Life
- The Desert Song
- Devil May Care
- Disraeli
- The Divine Lady
- Double Whoopee
- Drag
- The Duke Steps Out
- Dynamite
- The Flying Fleet
- Footlights and Fools
- Four Feathers
- Fox Movietone Follies
- Frau im Mond
- Glorifying the American Girl
- Gold Diggers of Broadway
- Great Gabbo
- Hallelujah
- High Voltage
- His First Command
- The Hollywood Revue of 1929
- In Old Arizona
- The Iron Mask
- It's a Great Life
- The Kiss
- Lambchops
- The Last of Mrs. Cheyney
- The Letter
- The Love Parade
- De man met de camera (Russische titel: Tsjelovek s kinoapparatom)
- The Manxman
- Married in Hollywood
- The Mysterious Dr. Fu Manchu
- The Mysterious Island
- On With the Show
- Our Modern Maidens
- The Pagan
- Paris
- The Patriot
- Pointed Heels
- Prapancha Pash
- Queen Kelly
- The Racketeer
- Red Hot Rhythm
- Redskin
- Regen
- Rio Rita
- Sally
- The Saturday Night Kid
- Say It with Songs
- The Show of Shows
- The Skeleton Dance
- Spite Marriage
- St. Louis Blues
- Sunnyside Up
- Tagebuch einer Verlorenen
- The Taming of the Shrew
- Their Own Desire
- This Thing Called Love
- Thunderbolt
- Tide of Empire
- The Trial of Mary Dugan
- Untamed
- The Virginian
- Weary River
- White Shadows in the South Seas
- Wonder of Women

## Geboren
| Datum                | Naam            | Beroep             |
| -------------------- | --------------- | ------------------ |
| 3 januari († 1989)   | Sergio Leone    | Regisseur          |
| 21 januari († 2010)  | Jean Simmons    | Actrice            |
| 10 februari († 2004) | Jerry Goldsmith | Componist          |
| 28 april († 1983)    | Carolyn Jones   | Actrice            |
| 4 mei († 1993)       | Audrey Hepburn  | Actrice            |
| 23 augustus          | Vera Miles      | Actrice            |
| 2 september († 1988) | Hal Ashby       | Regisseur          |
| 12 november († 1982) | Grace Kelly     | Actrice            |
| 6 december           | Alain Tanner    | Regisseur          |
| 9 december († 1989)  | John Cassavetes | Acteur / Regisseur |

## Overleden
| Datum     | Naam             | Leeftijd | Beroep  |
| --------- | ---------------- | -------- | ------- |
| 2 juli    | Gladys Brockwell | 35       | Actrice |
| 3 oktober | Jeanne Eagels    | 35       | Actrice |

1870-1879 · 1880-1889 · 1890 · 1891 · 1892 · 1893 · 1894 · 1895 · 1896 · 1897 · 1898 · 1899 · 1900 · 1901 · 1902 · 1903 · 1904 · 1905 · 1906 · 1907 · 1908 · 1909 · 1910 · 1911 · 1912 · 1913 · 1914 · 1915 · 1916 · 1917 · 1918 · 1919 · 1920 · 1921 · 1922 · 1923 · 1924 · 1925 · 1926 · 1927 · 1928 · 1929 · 1930 · 1931 · 1932 · 1933 · 1934 · 1935 · 1936 · 1937 · 1938 · 1939 · 1940 · 1941 · 1942 · 1943 · 1944 · 1945 · 1946 · 1947 · 1948 · 1949 · 1950 · 1951 · 1952 · 1953 · 1954 · 1955 · 1956 · 1957 · 1958 · 1959 · 1960 · 1961 · 1962 · 1963 · 1964 · 1965 · 1966 · 1967 · 1968 · 1969 · 1970 · 1971 · 1972 · 1973 · 1974 · 1975 · 1976 · 1977 · 1978 · 1979 · 1980 · 1981 · 1982 · 1983 · 1984 · 1985 · 1986 · 1987 · 1988 · 1989 · 1990 · 1991 · 1992 · 1993 · 1994 · 1995 · 1996 · 1997 · 1998 · 1999 · 2000 · 2001 · 2002 · 2003 · 2004 · 2005 · 2006 · 2007 · 2008 · 2009 · 2010 · 2011 · 2012 · 2013 · 2014 · 2015 · 2016 · 2017 · 2018 · 2019 · 2020 · 2021 · 2022 · 2023 · 2024 · 2025